# Unione Sportiva Nissena 1951-1952
Questa voce raccoglie le informazioni riguardanti l'Unione Sportiva Nissena nelle competizioni ufficiali della stagione 1951-1952.

## Rosa
| N. |                   | Ruolo | Calciatore         |
| -- | ----------------- | ----- | ------------------ |
|    | Italia (bandiera) | C     | A. Antonini        |
|    | Italia (bandiera) | A     | S. Bacci           |
|    | Italia (bandiera) | A     | L. Cambiotti       |
|    | Italia (bandiera) | P     | G. De Carpentieri  |
|    | Italia (bandiera) | P     | Giovanni Di Napoli |
|    | Italia (bandiera) | A     | B. Esca            |
|    | Italia (bandiera) | C     | F. Giunta          |
|    | Italia (bandiera) | C     | R. Legnani         |
|    | Italia (bandiera) | C     | C. Magnani         |

| N. |                   | Ruolo | Calciatore        |
| -- | ----------------- | ----- | ----------------- |
|    | Italia (bandiera) | C     | M. Martinuzzi     |
|    | Italia (bandiera) | C     | Libero Novara     |
|    | Italia (bandiera) | A     | Italo Pasqualetto |
|    | Italia (bandiera) | A     | U. Petassio       |
|    | Italia (bandiera) | D     | B. Pavan          |
|    | Italia (bandiera) | A     | L. Pistin         |
|    | Italia (bandiera) | D     | W. Spinato        |
|    | Italia (bandiera) | A     | G. Zago           |